# Situmba (Sipirok)
Situmba is een bestuurslaag in het regentschap Tapanuli Selatan van de provincie Noord-Sumatra, Indonesië. Situmba telt 770 inwoners (volkstelling 2010).